# Điền Khai
Điền Khai (chữ Hán: 田开), tức Điền Vũ tử là vị tông chủ thứ sáu của họ Điền, thế gia của nước Tề thời Xuân Thu trong lịch sử Trung Quốc, đồng thời là tổ tiên của các vị vua Điền Tề, một trong Chiến quốc thất hùng sau này.
Điền Khai là con trai trưởng của Điền Vô Vũ (Điền Hoàn tử), vị tông chủ thứ sáu của họ Điền. Năm 532 TCN, Điền Vô Vũ, Điền Khai lên thế tập.
Sử ký không ghi rõ những hành trạng của Điền Khai lúc làm thủ lĩnh họ Điền.
Năm 516 TCN, Điền Khai/Điền Vũ tử qua đời. Do ông không có con trai nên người em là Điền Khất lên thế tập, tức Điền Hi tử.